# Prima Ligă (Țara Galilor)
Prima Ligă (engleză Welsh Premiership) este cea mai importantă competiție fotbalistică din Țara Galilor.

## Clasamentul UEFA
Coeficientul UEFA în 2013
- 45  (43)  Cupa Liechtensteinului
- 46  (49)  BGL Ligue
- 47  (48)  IFA Premiership
- 48  (46)  Prima Ligă (Țara Galilor)
- 49  (47)  Meistriliiga
- 50  (50)  Prima Ligă (Armenia)
- 51  (51)  Vodafonedeildin

## Cluburile sezonului 2007-08
- Aberystwyth Town FC
- Airbus UK Broughton
- Bala Town FC
- Bangor City FC
- Caersws FC
- Carmarthen Town FC
- Gap Connah's Quay FC
- Haverfordwest County FC
- Llanelli AFC
- Neath Athletic
- Elements Cefn Druids FC
- Newtown FC
- Port Talbot Town FC
- Porthmadog FC
- Prestatyn Town FC
- Rhyl FC
- Technogroup Welshpool Town FC
- The New Saints FC

## Campioane
- 1992-93: Cwmbran Town
- 1993-94: Bangor City
- 1994-95: Bangor City
- 1995-96: Barry Town
- 1996-97: Barry Town
- 1997-98: Barry Town
- 1998-99: Barry Town
- 1999-00: Total Network Solutions
- 2000-01: Barry Town
- 2001-02: Barry Town
- 2002-03: Barry Town
- 2003-04: Rhyl
- 2004-05: Total Network Solutions
- 2005-06: Total Network Solutions
- 2006-07: The New Saints
- 2007-08: Llanelli
- 2008-09: Rhyl

## Cele mai titrate echipe
| Poziție | Club                                   | Titluri | Ani                                      |
| ------- | -------------------------------------- | ------- | ---------------------------------------- |
| 1       | Barry Town                             | 7       | 1996, 1997, 1998, 1999, 2001, 2002, 2003 |
| 2       | Total Network Solutions/The New Saints | 4       | 2000, 2005, 2006, 2007                   |
| 3       | Bangor City                            | 2       | 1994, 1995                               |
| 3       | Rhyl                                   | 2       | 2004, 2009                               |
| 4       | Cwmbran Town                           | 1       | 1993                                     |
| 4       | Llanelli                               | 1       | 2008                                     |